# Diederik I van Houffalize van Gronsveld

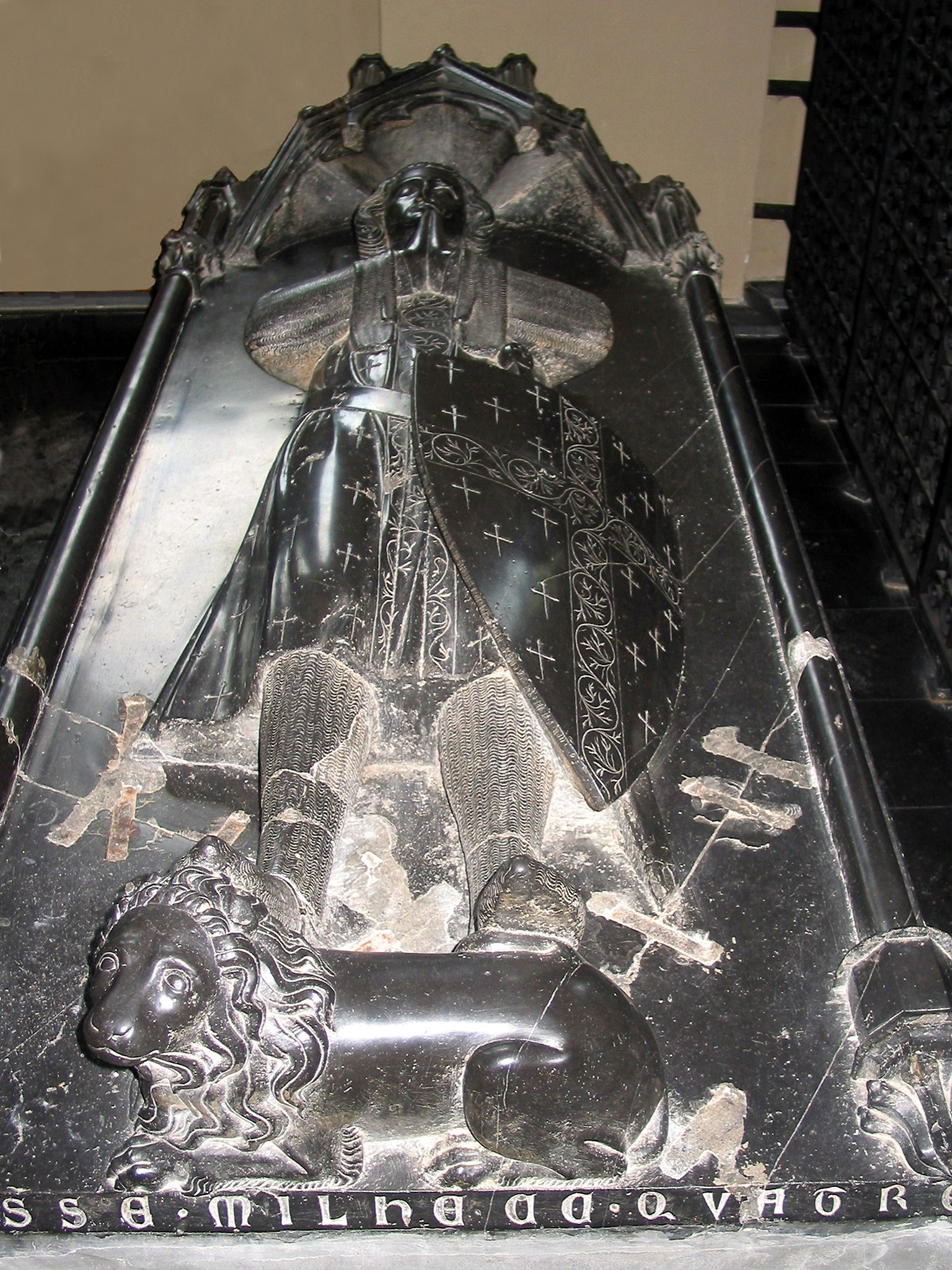
Gisant van Diederik II van Houffalize

Diederik I van Houffalize van Gronsveld ook bekend als Diederik II van Houffalize. Hij was heer van Gronsveld en van Houffalize en ridder (1176-1249). Hij was de zoon van Diederik I van Aarlen heer van Houffalize (ca. 1122-) en Wery van Gronsveld-Houffalize vrouwe van Houffalize en Gronsveld (ca. 1120-). 
Hij trouwde met Alveradis Aluerta (Luitgarde) (Luitgarde) van Elsloo-Stein (ca. 1155-). 
Uit hun huwelijk werd geboren:
- Lutgardis van Houffalize erfvrouwe van Gronsveld (ca. 1192-)

In de aan Catharina van Alexandrië gewijde kerk te Houffalize ligt een goed bewaard gebleven gisant gebeeldhouwd van zwarte kalksteen van hem.

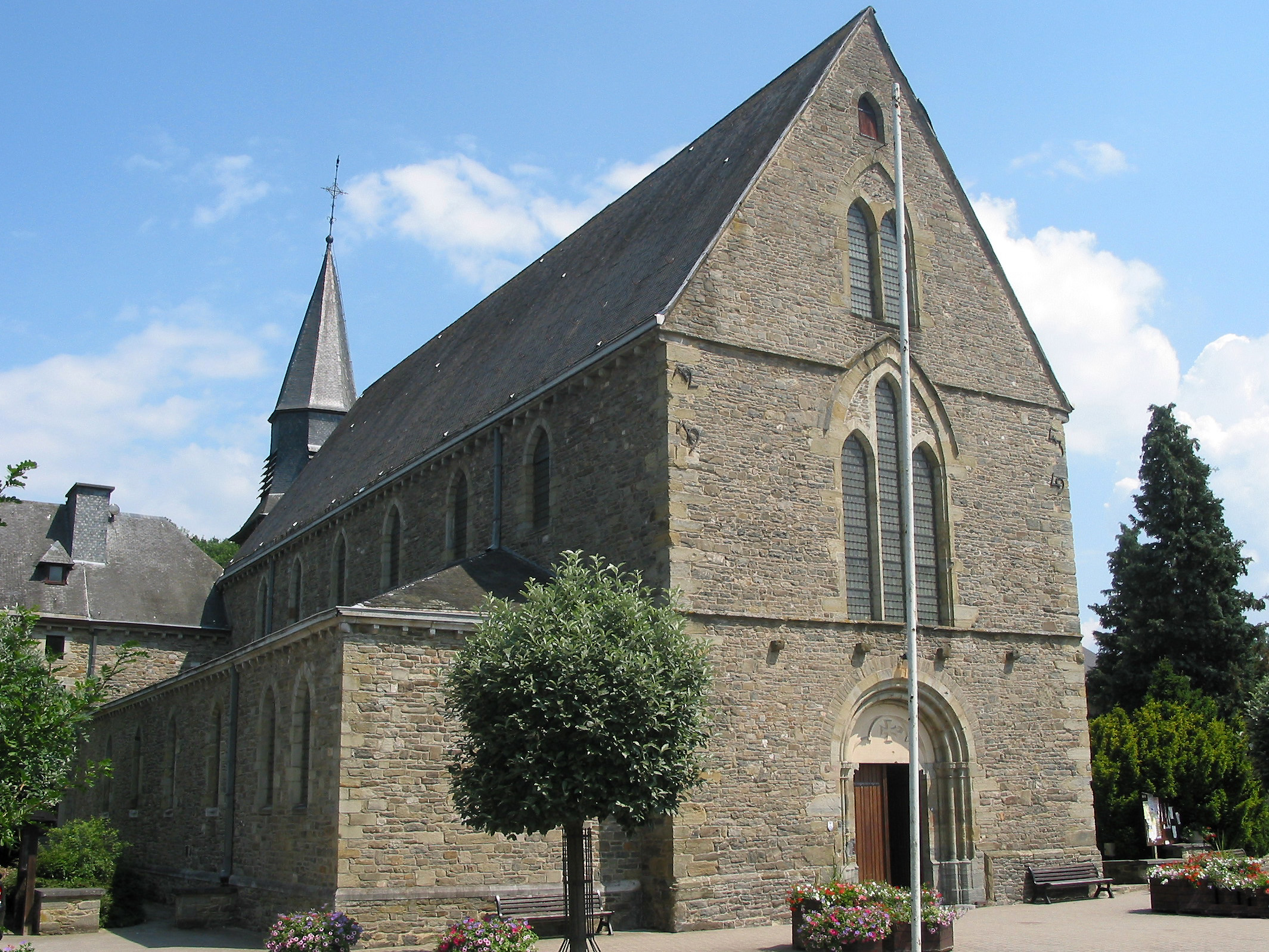
Sint Catharinakerk te Houffalize
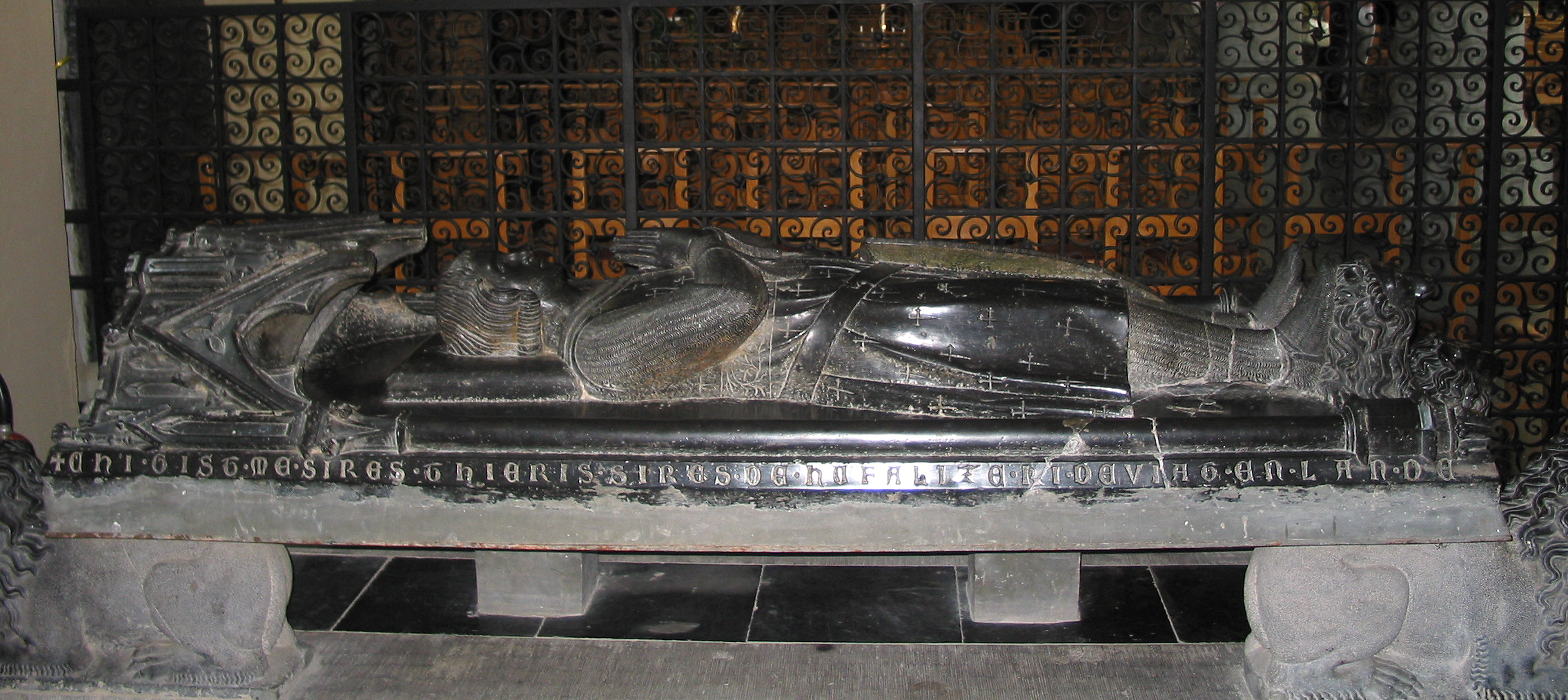
Gisant van Diederik II van Houffalize